# Pivovar Krsy
Pivovar Krsy stával na návsi u již zaniklého rybníka v obci Krsy.

## Historie
Pivovar byl založen okolo roku 1700 a nefungoval moc dlouho, provoz byl ukončen již v roce 1750. Jakékoliv bližší informace o pivovaru se nedochovaly. Po zrušení fungoval jako prádelna a v 60. letech 20. století došlo k jeho zboření. Při pozdějších opravách návsi bylo vykopáno potrubí, poslední zbytek pivovaru. Dnes je zde volné prostranství.